# 克里斯·梅珀姆
克里斯托弗·詹姆斯·梅珀姆（英語：Christopher James Mepham，/ˈmɛpəm/，MEHP-əm；1997年11月5日—），英格兰职业足球运动员，司职中后卫，效力于英超俱乐部伯恩茅斯和威爾斯足球代表隊。

## 俱乐部生涯

### 早年生活
梅珀姆10岁开启足球生涯，在英超俱乐部切尔西的青训学院学习足球。14岁的时候，他被学院解约，之后申请加入沃特福德和女王公园巡游者，没有被接受。

### 布伦特福特

#### 青训时期
2012年，在北格林福德聯足球會预备队的梅珀姆替补上场比赛，被布伦特福德青训学院的招募主任发掘，继而加盟该学院。之后，他以布伦特福德U16球员身份参加三场比赛，至2014年与球队签订奖学金合约。2016年2月2日，梅珀姆与球队签订职业生涯第一份合约，加入球队的发展阵容（即U-21队），以奖学金获得者身份代表U-21队参加43场比赛，贡献两球。2016/17赛季上半段，梅珀姆在布伦特福德表现突出，最终于2017年1月6日与球队续约两年，续约第二天在布伦特福德5比1击败伊斯特利的英格蘭足總盃第三轮比赛中替补哈利·迪安上场。赛季结束后，梅珀姆当选球队年度最佳B队球员。

#### 表现亮眼
中后卫哈利·迪安于2017年8月30日离队后，梅珀姆晋升一线队，与球队签订五年新约。2017年9月19日，梅珀姆在布伦特福德第一次首发，帮助球队在英格蘭足球聯賽盃第三轮比赛中3比1击败诺里奇城，期间成功罚下点球，帮助球队率先破门。当天秋季，梅珀姆偶尔上场，至同年12月顶替头部受伤的約翰·伊根，在圣诞季至次年2月获得首发机会。到同年3月中旬，安迪亞斯·比蘭特跟腱拉伤，梅珀姆得以重返阵容，后在聖週五对阵谢菲尔德联的比赛中打入成年队生涯首球，帮助球队1比1绝平对手。2017/18赛季，梅珀姆出场23次、攻入1球。
2018/19赛季伊始，梅珀姆成为布伦特福德联赛首发中后卫，但在2018年10月20日1比0击败布里斯托尔城的比赛中两黄变一红，上半场还未结束就被罚下场。2019年1月，梅珀姆以创下布伦特福德队史纪录的转会费离队，离队前整个赛季为球队出场27次。效力于布伦特福德两个半赛季，梅珀姆一共参加48场比赛，攻入1球。

### 伯恩茅斯
2019年1月22日，梅珀姆与英超俱乐部伯恩茅斯签订长期合约，转会费用未公开，据报道高达1200万英镑。8天后，他在球队4比0击败切尔西的比赛中替补朱尼尔·斯坦尼斯拉斯上场。后来因斯蒂夫·库克负伤确诊，梅珀姆经常加入球队后防线。2018/19赛季，梅珀姆总共为伯恩茅斯参加13场英超联赛。
2019年8月10日，梅珀姆攻入个人在英超和伯恩茅斯的首枚进球，帮助球队主场1比1战平升班马谢菲尔德。2019/20赛季上半程，梅珀姆参加10场英超联赛，其中在12月14日1比0战胜切尔西。次年1月4日，梅珀姆在对阵卢顿的足协杯比赛中膝盖严重受伤，缺阵三个月。

### 桑德兰
2024年8月30日，梅珀姆被租借到桑德兰，租借期至赛季结束。2024年9月21日，梅珀姆首次代表桑德兰出场，帮助球队1比0击败米德尔斯堡。2025年3月8日，梅珀姆攻入在桑德兰的首球，帮助球队2比1战胜卡迪夫城，这是他四年来的首枚进球。

## 国家队生涯
2017年土伦杯，梅珀姆入选威爾斯U20参赛名单，出场一次。2017年6月5日，梅珀姆帮助球队2比2战平科特迪瓦。2017年9月2日，首次代表威爾斯U21出场，帮助球队在2019年欧洲U-21足球锦标赛资格赛中3比0击败瑞士。六个礼拜后，梅珀姆在0比0战平羅馬尼亞比赛中首次戴上队长袖标。

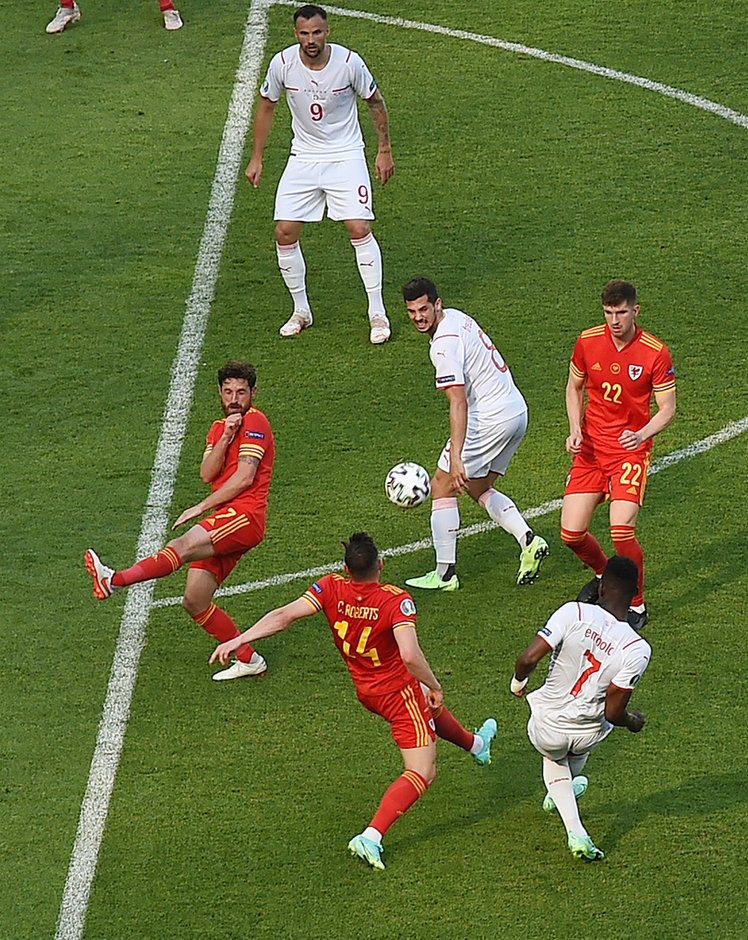
梅法姆（身穿22号球衣者）代表威爾斯参加2020年歐洲足球錦標賽

2018年3月，梅珀姆首次入选威尔士代表队大名单，代表威尔士参加2018年中国杯。2018年3月22日，威尔士6比0大胜中国，他在比赛第70分钟替补賓·戴維斯上场。5月22日，他在0比0战平墨西哥的表演賽中第一次在代表队首发出场。
2021年5月，他入选威尔士参加2020年歐洲足球錦標賽的大名单。2022年11月，他代表威尔士参加2022年國際足協世界盃。

## 个人生活
梅珀姆在伦敦自治市哈羅出生，初中就读于南莱斯利普的昆斯米德学校，从小就是女王公园巡游者的球迷。他的叔叔罗伊曾在1960年代效力于布伦特福德青年队。

## 生涯统计

### 俱乐部
最後更新：2025年3月15日
| 俱乐部         | 赛季     | 联赛     | 联赛 | 联赛 | 足總盃 | 足總盃 | 聯賽盃 | 聯賽盃 | 其他 | 其他 | 总计 | 总计 |
| 俱乐部         | 赛季     | 组别     | 出场 | 进球 | 出场   | 进球   | 出场   | 进球   | 出场 | 进球 | 出场 | 进球 |
| -------------- | -------- | -------- | ---- | ---- | ------ | ------ | ------ | ------ | ---- | ---- | ---- | ---- |
| 布伦特福德     | 2016–17  | 英冠     | 0    | 0    | 1      | 0      | 0      | 0      | —    | —    | 1    | 0    |
| 布伦特福德     | 2017–18  | 英冠     | 21   | 1    | 1      | 0      | 1      | 0      | —    | —    | 23   | 1    |
| 布伦特福德     | 2018–19  | 英冠     | 22   | 0    | 0      | 0      | 2      | 0      | —    | —    | 24   | 0    |
| 布伦特福德     | 总计     | 总计     | 43   | 1    | 2      | 0      | 3      | 0      | —    | —    | 48   | 1    |
| 伯恩茅斯       | 2018–19  | 英超     | 13   | 0    | —      | —      | —      | —      | —    | —    | 13   | 0    |
| 伯恩茅斯       | 2019–20  | 英超     | 12   | 1    | 1      | 0      | 2      | 0      | —    | —    | 15   | 1    |
| 伯恩茅斯       | 2020–21  | 英冠     | 24   | 1    | 2      | 0      | 0      | 0      | 2    | 0    | 28   | 1    |
| 伯恩茅斯       | 2021–22  | 英冠     | 22   | 0    | 1      | 0      | 1      | 0      | —    | —    | 24   | 0    |
| 伯恩茅斯       | 2022–23  | 英超     | 26   | 0    | 0      | 0      | 2      | 0      | —    | —    | 28   | 0    |
| 伯恩茅斯       | 2023–24  | 英超     | 10   | 0    | 1      | 0      | 2      | 0      | —    | —    | 13   | 0    |
| 伯恩茅斯       | 总计     | 总计     | 107  | 2    | 5      | 0      | 7      | 0      | 2    | 0    | 121  | 2    |
| 桑德兰（租借） | 2024–25  | 英冠     | 29   | 1    | 0      | 0      | 0      | 0      | —    | —    | 29   | 1    |
| 生涯总计       | 生涯总计 | 生涯总计 | 179  | 4    | 7      | 0      | 10     | 0      | 2    | 0    | 198  | 4    |

1. ↑  英冠升降级附加赛（英语：EFL Championship play-offs）

### 国家队
最後更新：2024年9月9日
| 国家队 | 年份 | 出场 | 进球 |
| ------ | ---- | ---- | ---- |
| 威爾斯 | 2018 | 4    | 0    |
| 威爾斯 | 2019 | 6    | 0    |
| 威爾斯 | 2020 | 4    | 0    |
| 威爾斯 | 2021 | 12   | 0    |
| 威爾斯 | 2022 | 10   | 0    |
| 威爾斯 | 2023 | 8    | 0    |
| 威爾斯 | 2024 | 3    | 0    |
| 总计   | 总计 | 47   | 0    |

## 荣誉纪录
伯恩茅斯
- 英格蘭足球冠軍聯賽亚军：2021–22[49]

个人
- 布伦特福德B队年度最佳球员（英语：Brentford F.C. Reserves and Academy#Relaunch (2016–present)）：2016–17[13]